# Zöfing
Zöfing ist ein Dorf, eine Ortschaft und eine Katastralgemeinde der Marktgemeinde Judenau-Baumgarten im Bezirk Tulln in Niederösterreich liegt. Die Ortschaft hat 182 Einwohner (Stand 1. Jänner 2024).

## Geografie
Zöfing liegt südlich von Tulln am Südrand des Tullnerfeldes. Das Gebiet gehört zum Mostviertel. Klimatisch gesehen hat der Ort, wie das gesamte Tullnerfeld, pannonisches Klima, d. h. heiße Sommer, kalte Winter.

## Geschichte
Ab 1300 hatten die Grabner Besitz in Zöfing erworben. Durch ihren vermehrten Besitz nannten sie sich ab 1342 Grabner von Judenau.
Laut Adressbuch von Österreich waren im Jahr 1938 in Zöfing ein Gastwirt, eine Gemischtwarenhändlerin, eine Milchgenossenschaft und mehrere Landwirte ansässig.
In Zöfing gibt es die Gärtnerei Kramer, den Pferdestall Auberghof sowie die Heurigen der Familien Kapeller und Heigl.

### Latènezeitliches Grabensystem mit Brandgrab
Westliche eines Schotterweges zwischen Zöfing und Henzing (Gemeinde Sieghartskirchen) wurden im Jahre 1978 in einer Schottergrube prähistorische Objekte gefunden, meist aber durch den Abbau zerstört. Eine Notgrabung des Bundesdenkmalamtes konnte einige Funde retten, bergen und dokumentieren. Bemerkenswert ist das Grabensystem, ein flacher Sohlgraben mit dem Querschnitt von knapp einem Meter Breite, einem halben Meter Tiefe und einer vermuteten Länge von rund 100 m. Das nur teilweise freigelegte Grabensystem umspannt einen Bereich von geschätzten 30 × 80 m in der Form eines unregelmäßigen Rechtecks. Die Verfüllung des Grabens enthielt durch Hitzeeinwirkung verformte Tonscherben und knapp neben der Anlage ein Brandgrab. Die funktionelle Zuordnung und Datierung der Fundobjekte lässt eine Kultanlage aus der Spätlatènezeit annehmen.